# 彼得·惠廷厄姆
彼得·米高·韋定咸（英語：Peter Michael Whittingham，1984年9月8日—2020年3月19日）出生於華威郡的納尼頓，是一名足球運動員，出身阿士東維拉青訓系統，司職翼鋒，最後效力球會為布莱克本流浪者。

## 生平

### 球會
阿士東維拉
韋定咸出身阿士東維拉青訓系統，是2002年英格蘭足總青年盃冠軍隊成員之一，同年與球會簽署四年職業合約，當時是維拉預備隊主力球員。
2003年4月21日首次代表一隊上陣，作客對紐卡素於下半場後補入替巴里，隨即發揮威力，一記強勁射門迫使對方門將基雲僅僅托高越楣而去，贏得隊友的讚賞；他再以後補身份上陣兩場後，於5月11日作客對列斯聯首次正選上陣，擔任左閘。
2003/04年球季是韋定咸升上一隊的首個完整球季，在聯賽上陣32場，在季初一直擔任正選，於2003年9月23日在英格蘭聯賽盃5-0大勝韋甘比取得個人首個入球。雖然季中以後韋定咸逐漸退居後備，他仍獲選為維拉年度最佳青年球員，並獲得延長合約一年至2007年屆滿。
韋定咸往後一直未能再取得一隊的常規正選席位，2004/05年球季對樸茨茅夫取得首個英超入球，但下半季苦無上陣機會，於2005年2月14日被外借到英冠球會般尼1個月，期間合共上陣9場。翌季季初3場正選上陣後，他於2005年9月15日再被借到另一支英冠球隊打比郡3個月，期間上陣11場，借用期滿後返回維拉，在餘下球季僅被派上陣1場。
卡迪夫城
2006/07年球季上半場僅為維拉上陣4場，將於季後約滿的韋定咸成為維拉公園球場的過剩物資，於冬季轉會窗以35萬英鎊轉投英冠的威爾斯球會卡迪夫城。他迅速融入球隊，並於中場競爭對手（Joe Ledley）調任左閘後，佔據一隊正選席位直到球季結束。但季後（Tony Capaldi）加盟後，列特利返回左中場席位，新球季展開時韋定咸只有屈居後備席。
到了11月中卡迪夫城僅位處於降班區域之上，領隊戴夫·鍾斯重整軍容，韋定咸及（Chris Gunter）重返正選陣營，但卻擔任不熟悉的右中場位置，他很快便適應新角色及在餘下球季大部分賽事正選上陣。他更射入3球成為球隊在英格蘭足總盃的首席射手，但卡迪夫城最終在決賽不敵樸茨茅夫僅能屈居亞席。
2008/09年球季季初韋定咸繼續擔任右中場，於8月26日在英格蘭聯賽盃2-1淘汰米尔顿凯恩斯射入當季首個入球。到了11月，他與中堅（Roger Johnson）是隊中兩名每場賽事均有上陣的球員，但他於11月15日2-1擊敗水晶宮一役撕裂足踝韌帶，預計需要缺陣達3個月。韋定咸康復較預期為快，於12月26日1-1賽和雷丁後段時間後補上陣。2009年3月10日0-2負於诺里奇城是他為卡迪夫城在各項競賽合計第100場上陣。
2009/10年球季揭幕戰是卡迪夫城搬遷到卡迪夫城運動場（Cardiff City Stadium）後首場競爭性賽事，在這場4-0擊敗中韋定咸射入一球十二碼。他更在英格蘭聯賽盃連續兩圈對及布里斯托流浪分別各入1球。本季韋定咸獲委派成為隊中十二碼劊子手，他自9月26日對再射入一球十二碼後，連續6場賽事取得入球合共射入9球，其中10月24日4-3擊敗更在球員生涯歷來首次演出帽子戲法。11月14日獲選「英冠10月份最佳球員」。
2012年8月28日，英冠球會卡迪夫城與27歲的韋定咸簽署一份為期三年的新合約。

### 國家隊
韋定咸曾代表英格蘭U21參加國際賽，是在荷蘭舉行的2007年歐洲U-21足球錦標賽決賽週大軍成員之一，於分組賽2-2賽和義大利在末段後補上陣。他為英格蘭U21合共上陣17場及射入3球，其中在對威爾斯梅開二度，於2007年2月對挪威時射入第三個入球。

### 去世
2020年3月7日晚，惠廷汉姆从酒吧的楼梯摔倒导致头部受伤，送醫搶救無效，於3月19日去世。

## 榮譽
卡迪夫城
- 英格蘭足總盃亞軍：2007/08年；
- 英格蘭足球冠軍聯賽冠軍：2012/13年；

個人
- 英冠每月最佳球員：2009年10月；

## 外部連結
- 足球数据库：彼得·韋定咸的球员统计数据
- Peter Whittingham player profile at cardiffcityfc.co.uk
- Peter Whittingham player profile at football.co.uk （页面存档备份，存于）
- Peter Whittingham player profile at 4thegame.com
- Peter Whittingham player profile at avfc.co.uk